# Marco Emílio Lépido (cônsul em 285 a.C.)
Marco Emílio Lépido (em latim: Marcus Aemilius Lepidus) foi um político da gente Emília da República Romana, eleito cônsul em 285 a.C. com Caio Cláudio Canina. Foi o primeiro a portar o cognome "Lépido" na gente Emília. Marco Emílio Lépido, cônsul em 232 a.C., era provavelmente seu neto.

## Consulado (285 a.C.)
Foi eleito cônsul em 285 a.C. com Caio Cláudio Canina, mas só sabemos disto por causa dos Fastos Consulares. Como a segunda década da história de Lívio se perdeu, não se sabe os feitos de seu consulado. 